# Cathédrale Saint-Pierre-apôtre de Frascati
La Cathédrale Saint-Pierre apôtre (en italien : Cattedrale di San Pietro Apostolo) est une cathédrale et une basilique mineure de la ville de Frascati dans la région du Latium en Italie. Elle est dédiée à l'apôtre Pierre.

## Historique
Cette cathédrale a été construite, sur décision du cardinal Tolomeo Gallio et du pape Clément VIII, à partir de 1599 sur les plans de l'architecte Ottaviano Mascherino pour faire face à l'accroissement de la population de la ville qui était devenue trop importante pour l'église paroissiale Santa Maria in Vivario. La construction est financée par un premier apport du Saint-Siège, les dons des paroissiens, et à partir de 1608, par les taxes sur le célèbre vin local. La fin des premiers travaux date de 1610 en raison de problèmes économiques pour trouver les financements nécessaires. Le cardinal Mariano Pierbenedetti décide de parer au plus pressé dans l'année suivante pour pouvoir célébrer la première messe. Le lieu de culte est consacré en 1636.
La façade actuelle, de style baroque, date de 1696-1700 et est l'œuvre de Girolamo Fontana. Le chœur est reconstruit en 1703 et les campaniles latéraux à horloges (celui de gauche présente la particularité d'avoir un cadran à six heures) furent ajoutés en 1747. En 1788, à la mort de Charles Édouard Stuart, son frère, le cardinal Henri Benoît Stuart, le fait enterrer dans la cathédrale. À la mort de ce dernier en 1807, le corps de Charles Édouard est transféré auprès de celui de son frère et de son père dans la basilique Saint-Pierre de Rome, sauf son cœur qui est placé dans une urne sous le monument funéraire qui lui est dédié dans la cathédrale. La cathédrale est restaurée en 1857-1858.
Durant la Seconde Guerre mondiale, l'intérieur de la cathédrale fut totalement détruit par les bombardements du 8 septembre 1943 ne laissant plus ou moins intacts que la façade et les murs latéraux. L'intérieur a été reconstruit en 1949 par le génie civil italien et la façade restructurée en 2002.
La cathédrale est le siège du diocèse suburbicaire de Frascati et le titre cardinalice de cardinal-évêque associé, créé au IIIe siècle. Le 1er mars 1975, elle a obtenu du pape Paul VI, le titre de basilique mineure.

## Architecture et intérieur
La façade de l'édifice est entièrement construite en pierre tuscolana des carrières de Monte Porzio Catone et en travertin de Tivoli. Sur la partie supérieure se trouvent deux niches abritant des statues de Pierre (à gauche) et Paul (à droite), les deux apôtres auxquels la cathédrale est dédiée. Les niches inférieures abritent deux statues par côté représentant de gauche à droite Sébastien, Jacques, Philippe, et Roch.

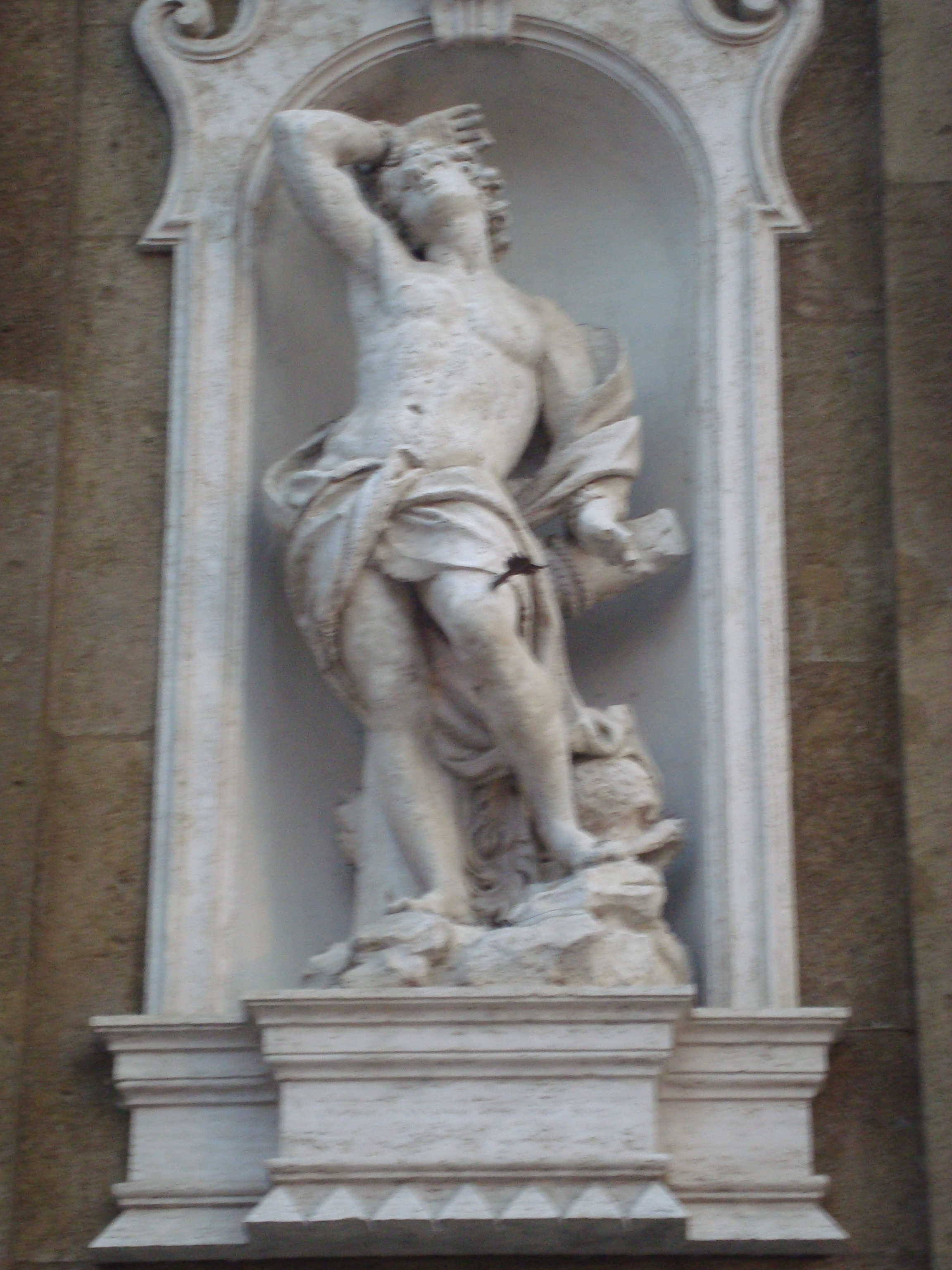
Sébastien
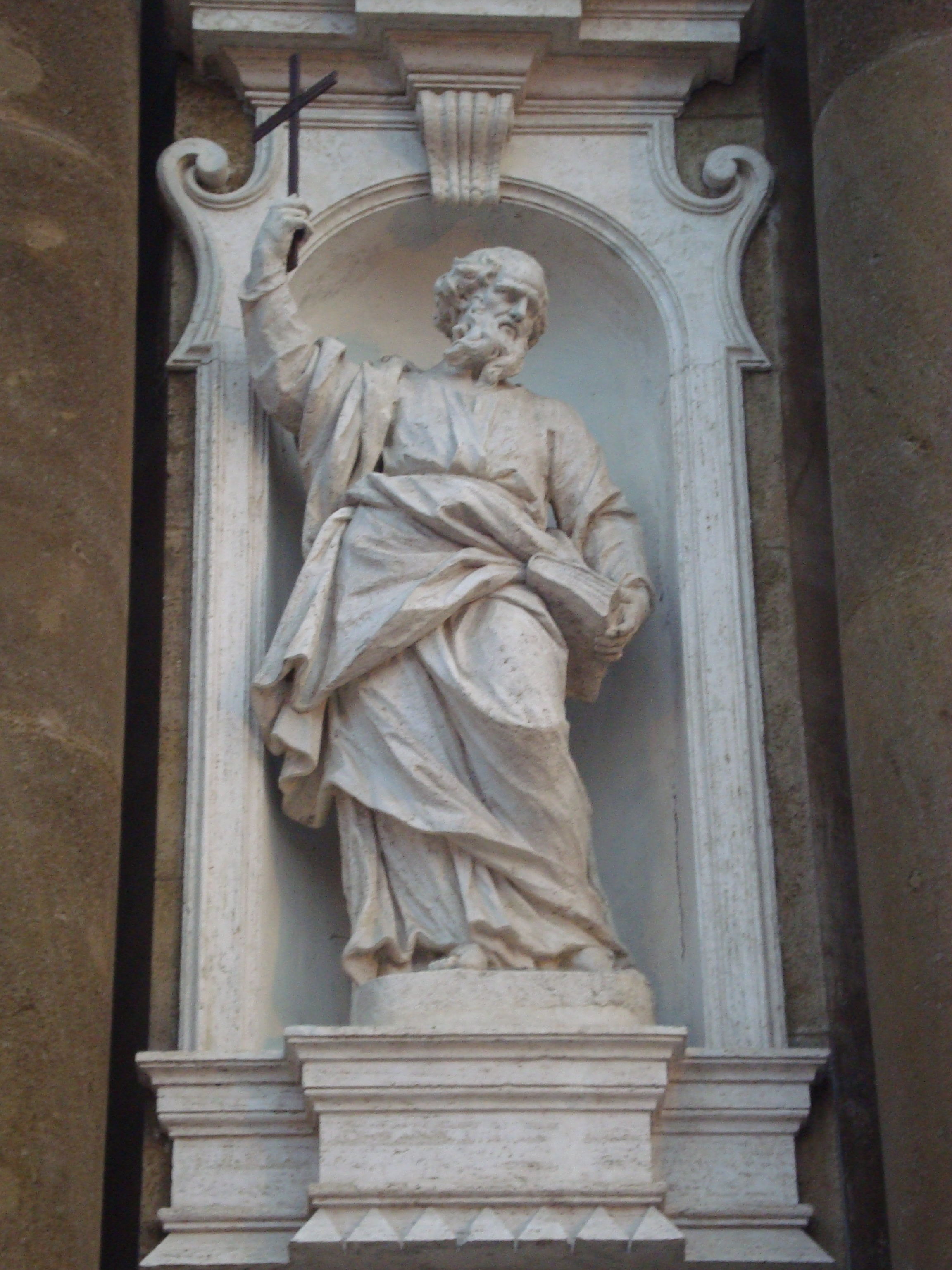
Jacques de Zébédée
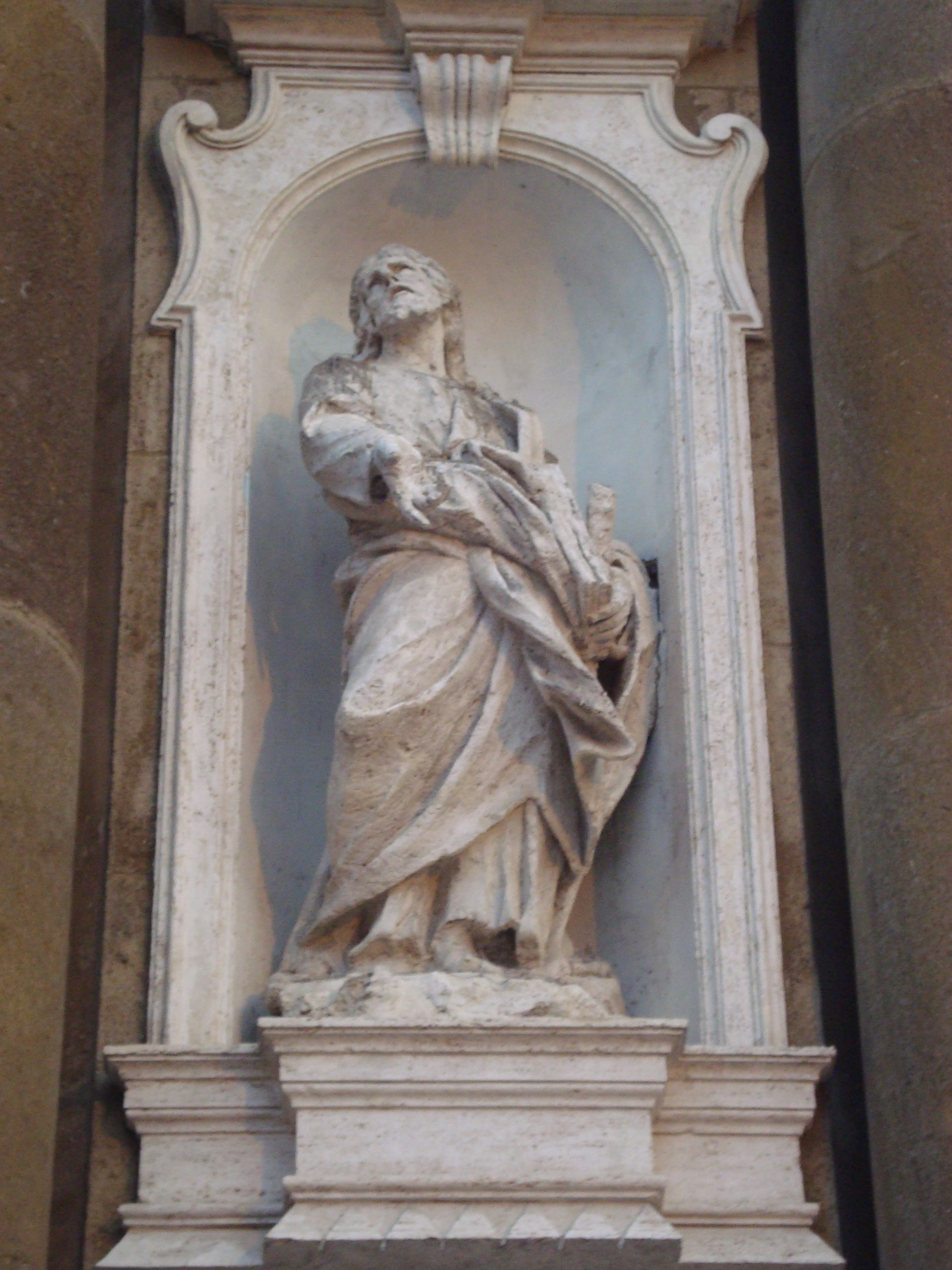
Philippe
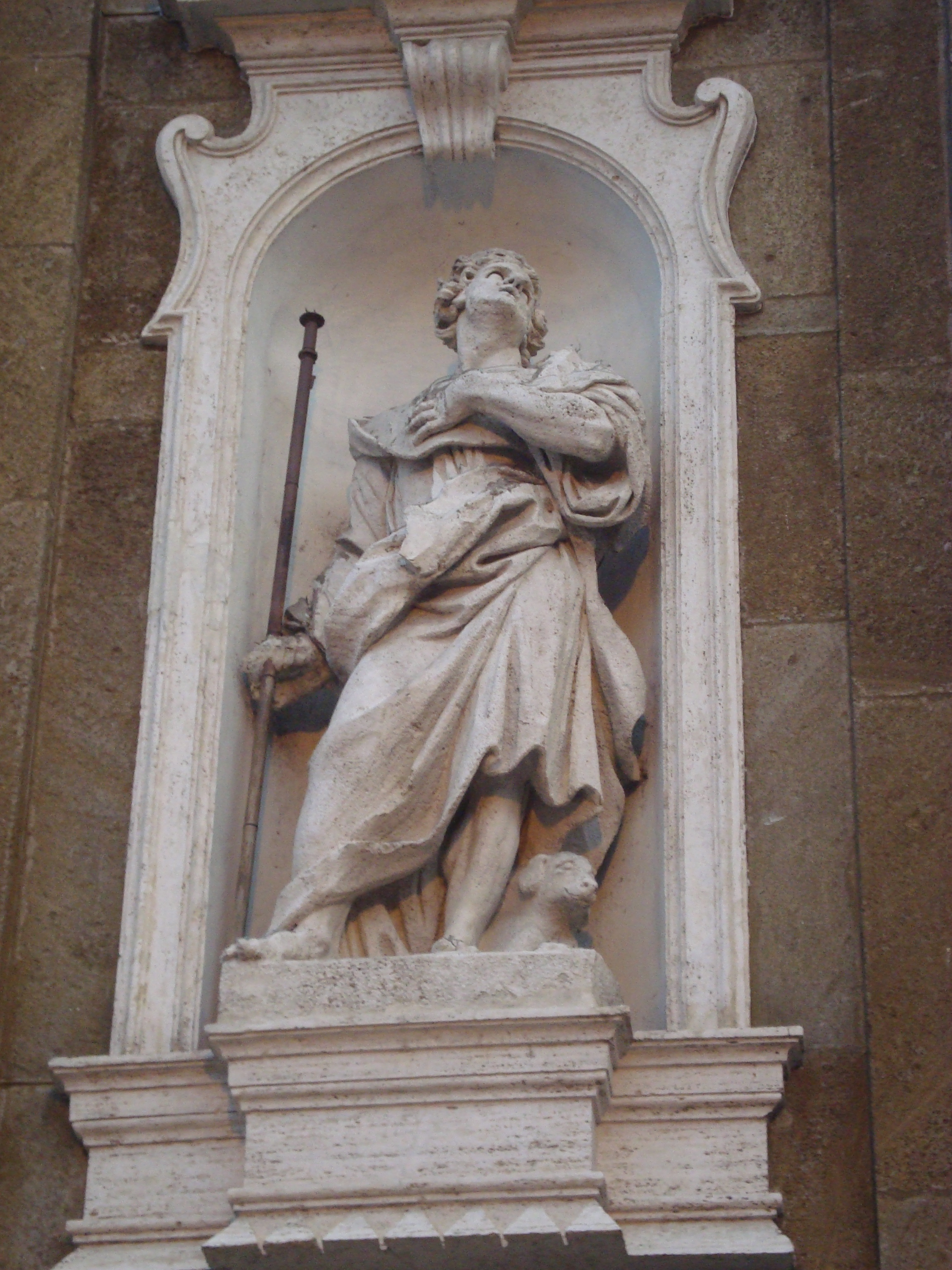
Roch

La cathédrale possède une nef centrale et deux nefs latérales abritant deux chapelles par côté. Les bombardements de 1943 ont détruit les fresques et mobilier d'origine, les murs actuels étant simplement peints. Le maître-autel possède un important bas-relief en marbre de Carrare représentant saint Pierre recevant les clés.

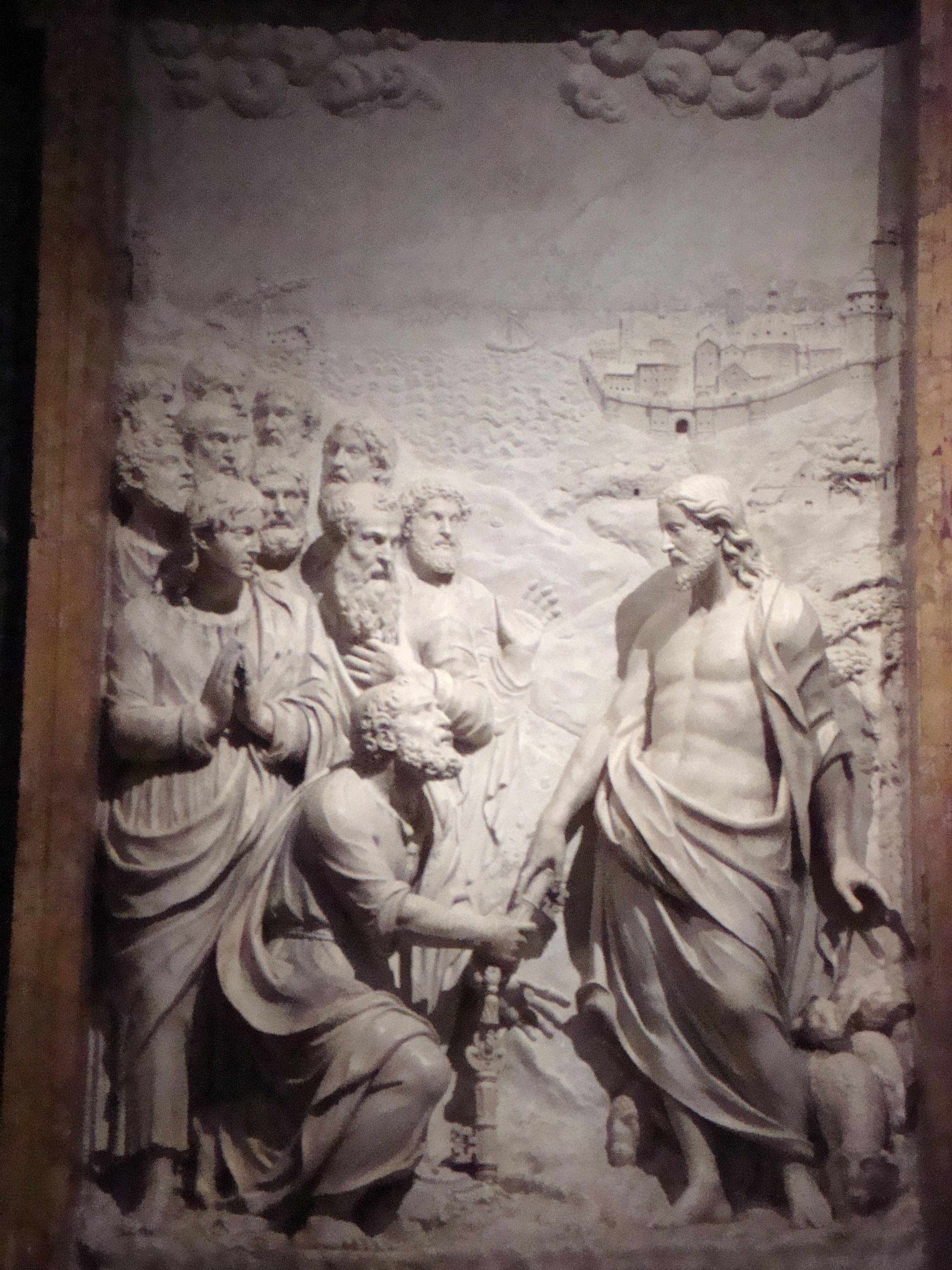
Bas relief représentant Jésus donnant les clés de l'église à Pierre.

## Sources et références
- (it) Cet article est partiellement ou en totalité issu de l’article de Wikipédia en italien intitulé « Cattedrale di San Pietro (Frascati) » (voir la liste des auteurs).